# Joubertin
Joubertin (synonym:  Jaubertin,  Pinot Joubertin,  Plant d´Aix,  Plant de la Claye und Plant de la Mure) ist eine Rotweinsorte. Sie stammt aus dem französischen Savoyen (siehe hierzu auch das Weinbaugebiet Savoie). Die ertragreiche Sorte war dort früher weit verbreitet, heute ist sie nur mehr selten anzutreffen. In der Appellation Vin de Savoie zählt sie zu den zugelassenen Nebensorten.
Bekannter dürfte sie hingegen in Argentinien sein. Entdeckt wurde sie im Jahr 1835 vom Winzer Joubertin in einem Weinberg im Ort La Claye bei Grenoble. Bis zum Ausbruch der Reblaus-Plage in den 1870er Jahren wurde die Sorte auch im Burgund angepflanzt. Dort gab man der Sorte den Namen Pinot Joubertin, ein Name der sich bis heute in Argentinien gehalten hat.
Die wuchskräftige Sorte reift ca. 15 bis 20 Tage nach dem Gutedel und ergibt tiefdunkle Rotweine, die aufgrund ihres neutralen Charakters gerne zum Verschnitt genutzt werden.
Siehe auch:
- Weinbau in Frankreich
- Weinbau in Argentinien
- Liste von Rebsorten.